# Cesare Airoldi
Cesare Airoldi (Palermo, 2 novembre 1774 – Firenze, 28 dicembre 1858) è stato un politico e naturalista italiano.

## Biografia
Nato in Sicilia, Cesare Airoldi condusse per tutta la sua giovinezza studi naturalistici, dopo aver studiato nell'Università di Pavia. Successivamente dal 1796 con la presenza francese in Italia, Airoldi comincerà ad interessarsi di politica e ad entrare stretti rapporti con la famiglia dei Borbone che rappresentava Palermo e la Sicilia stessa. Non contento degli ideali di questa casata, Airoldi forma un circolo di pensatori liberali tra i quali Ruggero Settimo. Con l'elezione dell'8 luglio 1813, Airoldi venne eletto presidente della Camera dei comuni, tuttavia i tumulti che vi furono il 18 e il 19 luglio a Palermo, costrinsero Airoldi a dimettersi.
Nel 1814 Cesare Airoldi tentò nuovamente di entrare in politica inserendosi nelle trattative per la formazione di un nuovo governo costituzionalista, accettando la carica di direttore della segreteria nel nuovo ministero Castelnuovo , ma l'intervento di Ferdinando III di Borbone gli impedì il progetto. Malvisto dal popolo, Airoldi fu costretto a fuggire prima nel Nord Italia, e di seguito in Svizzera e poi in Francia, dove si dedicò ai suoi studi giovanili riguardo alla natura. Pubblicò anche alcuni trattati e morì nel 1858.